# Клацник, Филипп
Филипп Моррис Клацник (англ. Philip Morris Klutznick; 9 июля 1907, Канзас-Сити, Миссури, США — 14 августа 1999, Чикаго, Иллинойс, США — американский бизнесмен и государственный деятель, министр торговли США (1980—1981).

## Биография
Родился в семье еврейских иммигрантов Мориса Клацника и Минни Спиндлер. Получив юридическое образование, начал службу в городе Омаха (Небраска), где отвечал за развитие городской инфраструктуры и расселение трущоб. В послевоенное время его кампания занималась строительством крупных торговых центров в пригороде Чикаго. Затем переключается на строительство коммерческой недвижимости в Чикаго и Денвере. В качестве наиболее крупного объекта, возведенного с его участием следует выделить Уотер Тауэр Плейс.
Являлся убежденным сторонником Демократической партии. В 1977—1979 годах — президент Всемирного еврейского конгресса.
В 1980—1981 годах — министр торговли в администрации президента Картера. Считался лоббистом тесного сотрудничества с Израилем.
В 1973 году являлся президентом баскетбольного клуба «Чикаго Буллз».